# Kelenföld-hárosi vasúti veszélyhelyzet
A kelenföld–hárosi vasúti veszélyhelyzet egy váratlan vasúti esemény volt 2013. szeptember 14-én 10 óra 40 perckor a Budapest–Székesfehérvár és a Budapest–Pusztaszabolcs vasútvonal közös szakaszán Kelenföld és Háros állomások között. A Keleti pályaudvarról Székesfehérváron át Szombathelyre tartó 904-es számú gyorsvonat Kelenföld állomásról elindult, majd a Megállj! állású V6a jelű egyéni kijárati jelzőt meghaladta és felvágta a 19a váltót. Ezt követően a nyílt vonal bal vágányára kihaladt, ahol szembeközlekedett a Pécs felől érkező 819-es számú Tubes Intercityvel. A két vonat egymástól 135 méterre állt meg.

## A baleset körülményei
Az esemény idején a vasúti biztosítóberendezés Kelenföld és Háros állomások között hibásan működött, mert a vasútvonal rekonstrukciós munkái során Kelenföld és Háros között egy munkagép kábelt vágott. A jelzők áramellátása azonban nem sérült, így azok továbbhaladást tiltó jelzést mutattak. Ezt észlelték a vasúti dolgozók, ezért a két állomás között a vonatokat a biztonsági előírásoknak megfelelően, állomástávolságban közlekedtették. A baleset idején az érintett szakaszon borús idő volt, de a távolbalátás nem volt korlátozott. A vasúti pálya érintett szakaszán Kelenföld felől Háros felé haladva először bal, majd jobb pályaívek következnek, a pályát fák és zajvédő falak határolják, ezért ezen a szakaszon a szabadlátás korlátozott.

### A 819. számú vonat közlekedése
A rendkívüli eseményben érintett 819. számú Tubes IC 95 perc késéssel indult Háros állomásról forgalmi okok, illetve az önműködő térközbiztosító berendezés hibája miatt. A vonatszemélyzetet Háros állomáson írásbeli rendelkezéssel értesítették, hogy
1. a vonat Háros és Kelenföld állomások között a bal (helyes) vágányon állomástávolságban közlekedik
2. Háros állomás K5 jelű kijárati jelzője használhatatlan, mellette Szabad az elhaladás! jelzés a mérvadó

Az intercity az értesítés után kapott felhatalmazást, majd elindult Kelenföld felé. A vonat részére Kelenföld állomás G jelű bejárati jelzőjére Hívójelzést vezéreltek ki, amely legfeljebb 15 kilométer per órás sebességgel történő továbbhaladást engedélyez. A mozdonyvezető a jelzőhöz közeledve szinte egyszerre észlelte azt, hogy a jelzőről a Hívójelzést törölték, a mozdonyrádión megállásra utasítják, és hogy ugyanazon a vágányon vele szemben egy másik vonat közlekedik. Ekkor gyorsfékezéssel a szerelvényt még a jelző előtt megállította.

### A 904. számú vonat közlekedése
A balesetben részes 904. számú gyorsvonat pontosan érkezett Kelenföldre, ahonnan a 4542. számú személyvonat késése miatt annak menetvonalán, Székesfehérvárig azt helyettesítő személyvonatként menesztették el. A vonat az engedélyezett 15 kilométer per órás sebességgel elhaladt a részére kezelt, Hívójelzést mutató első kijárati jelző mellett, majd meghaladta a feltehetően Megállj! állású V6a jelű második kijárati jelzőt. Hogy erre a jelzőre is kivezérelték-e a Hívójelzést, azt a KBSZ vizsgálata hivatott kideríteni. Ezt követően a vonat felvágta a 19a jelű váltót, és továbbhaladt Háros felé a bal (helytelen) vágányon. A bal pályaívből kiérve a mozdonyvezető észlelte, hogy vele szemben egy másik vonat közlekedik. A mozdonyvezető a szerelvényt gyorsfékezéssel megállította.

### A forgalmi szolgálat tevékenysége
Háros állomáson a 819. számú vonat értesítése rendben megtörtént, a vonatot szabályosan menesztették el Kelenföld felé. Kelenföldön a 904. számú vonatot is értesítették a biztosítóberendezés használhatatlanságáról, majd részére az első kijárati jelzőre Hívójelzést vezéreltek ki. A jelzésképre a vonat az engedélyezett 15 kilométer per óra sebességgel elindult, majd elhaladt a V6a jelű jelző mellett és felvágta a 19a jelű váltót. A váltófelvágást a biztosítóberendezés jelezte Kelenföld állomás forgalmi szolgálattevőjének, aki a veszélyhelyzetet felismerve törölte a Hívójelzést a G jelzőről és rádión megállásra utasította a 819. számú vonatot.

## Vizsgálat
A rendkívüli eseményt a Közlekedésbiztonsági Szervezet (KBSZ) is vizsgálja. A vizsgálatról annak befejeztével zárójelentést készítenek, melyet közzétesznek majd a honlapjukon.
A Budapesti VI. és VII. kerületi Ügyészség 2014. szeptember 10-én vádat emelt a 904 számú vonat mozdonyvezetője és Kelenföld valamint Háros állomás forgalmi szolgálattevőjével szemben. A vád mindhármuk esetében vasúti közlekedés gondatlan veszélyeztetésének vétsége.